# Slag om Meridian
De slag om Meridian vond plaats tussen 14 februari en 20 februari 1864 in Lauderdale County, Mississippi tijdens de Amerikaanse Burgeroorlog. Deze slag werd uitgevochten door eenheden van het Army of the Tennessee onder leiding van William T. Sherman en Zuidelijke eenheden aangevoerd door luitenant-generaal Leonidas Polk. Sherman veroverde Meridian en bracht veel schade toe aan de stedelijke infrastructuur.

## Achtergrond
Na de Vicksburg-veldtocht in 1863 was generaal-majoor Ulysses S. Grant erin geslaagd om Vicksburg te veroveren en Jackson plat te branden. Daarna richtten de Noordelijken onder meer hun aandacht op Meridian. Deze stad was een belangrijk spoorwegknooppunt en herbergde een arsenaal, een militair hospitaal, krijgsgevangenenkamp en verschillende hoofdkwartieren van publieke diensten.

Sherman had het plan opgevat om Meridian in te nemen en indien mogelijk door te stoten naar Selma, Alabama en eventueel Mobile, Alabama. Op 3 februari 1864 vertrok Sherman met 20.000 soldaten vanuit Vicksburg. Brigadegeneraal William Sooy Smith kreeg het bevel om met 7.000 cavaleristen vanuit Memphis, Tennessee via de Mobile and Ohio Spoorweg in zuidelijke richting naar Okolona op te rukken. Bij Meridian zou Smith zich aansluiten bij Sherman.

## Opmars naar Meridian

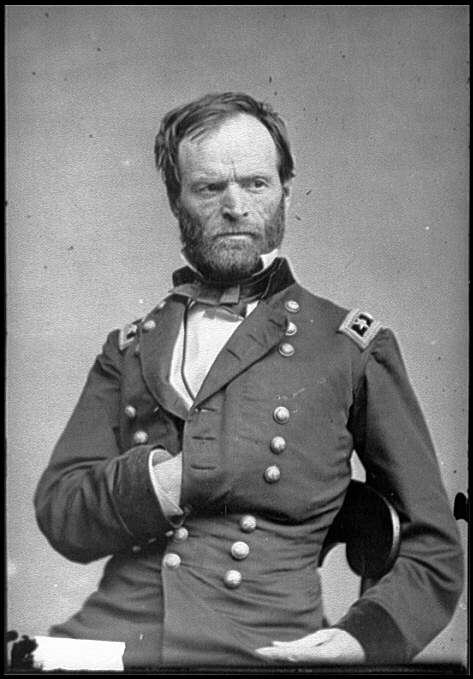
Generaal-majoor William T. Sherman, bevelhebber van de Noordelijke troepen in de slag bij Meridian

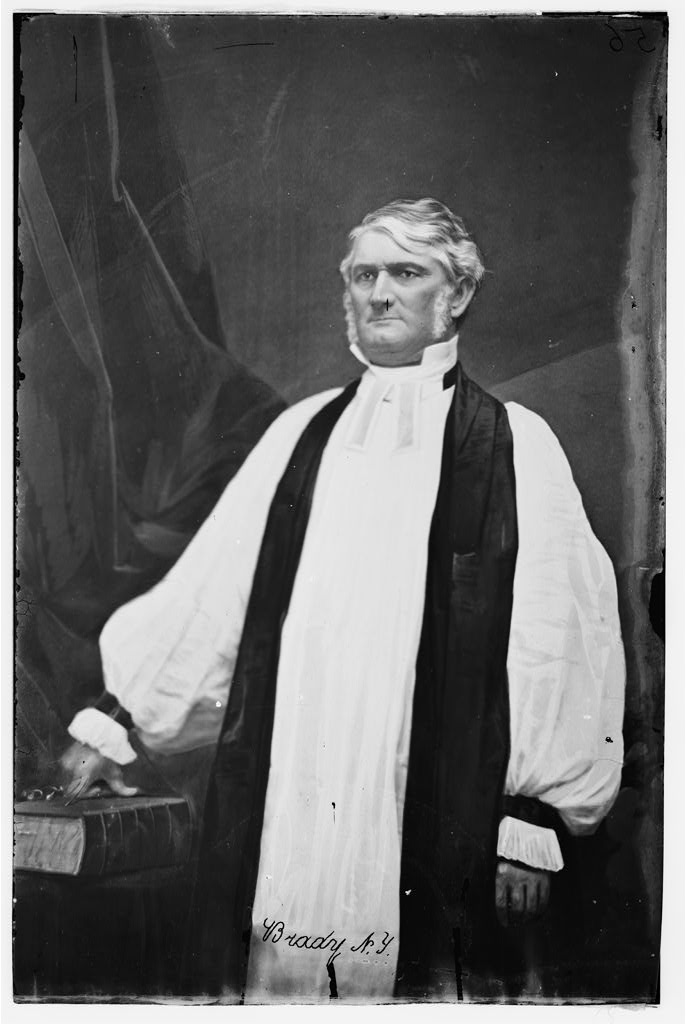
Luitenant-generaal Leonidas Polk, bevelhebber van de Zuidelijke troepen in de slag bij Meridian.

Om deze dreiging het hoofd te bieden, stuurde president Jefferson Davis troepen naar de regio. Luitenant-generaal Leonidas Polk, de lokale bevelhebber, concentreerde zijn eenheden en de versterkingen rond Morton, Mississippi. Om Polk in het ongewisse te laten, vroeg Sherman aan generaal-majoor Nathaniel P. Banks, bevelhebber van het Departement of the Gulf en gestationeerd in New Orleans, Louisiana, om kanonneerboten te laten patrouilleren in Mobile Bay. Dit dwong de Zuidelijken om eenheden in Mobile te houden en eenheden naar Meridian te sturen. Om Polk nog verder te verwarren, stuurde Sherman ook nog infanterie en kanonneerboten de Yazoo op.
Zuidelijke cavalerie-eenheden onder leiding van generaal-majoor Stephen D. Lee vochten regelmatig schermutselingen uit met Shermans eenheden. Terwijl Sherman Meridian dichter naderde, ontmoette hij meer verzet. Toch zette hij zijn opmars verder. Polk was ervan overtuigd dat het moeilijk zou worden om Sherman tot staan te brengen. Ook was Polk er zeker van dat Sherman het op Mobile gemunt had. Op 14 februari evacueerde Polk Meridian en trok zich terug naar Demopolis, Alabama. Polk wilde zo de achterhoede van Sherman aanvallen. Bij de evacuatie werd een deel van de wagons naar McDowell’s Bluff verplaatst.

## De problemen van Smith
Smith zou nooit Meridian bereiken. Zijn troepen botsten op verzet onder leiding van generaal-majoor Nathan Bedford Forrest bij West Point, Mississippi. Forrest dwong Smith zich terug te trekken naar Tennessee. Forrest zette de achtervolging in. Hij zou Smith inhalen bij Okolona. Op 22 februari 1864 werd Smith verslagen in de Slag bij Okolona. Daarna trok Smith zich definitief terug.

## De vernietiging van Meridian
Op 14 februari 1864 bereikte Sherman Meridian. Hij was niet op de hoogte van Smiths problemen bij West Point. Sherman wachtte op Smith tot 20 februari, waarna hij het wachten opgaf en zich terugtrok naar Vicksburg. Voor zijn eenheden vertrokken, had Sherman het bevel gegeven om alle belangrijke infrastructuur te vernietigen. De Noordelijken vernietigden 185 km spoorweg, 61 bruggen, 1.852 m bouwelementen voor bruggen, 20 locomotieven, 28 stoommachines en 3 met stoom aangedreven zagerijen. Na het vertrek van de Noordelijken werden de inwoners zonder voedsel achtergelaten.
Nadat ze Meridian verlaten hadden trok Sherman in westelijke richting naar Canton, Mississippi. Hij had nog geen nieuws ontvangen van Smith en begon inlichtingen te verzamelen om zijn positie te achterhalen. Pas toen Sherman opnieuw in Vicksburg arriveerde, hoorde hij wat er met Smith gebeurd was. Sherman had Zuidelijke infrastructuur vernietigd en maakte opnieuw plannen om Alabama aan te vallen.

## Aanbevolen lectuur
- Foster, Buck T., Sherman's Meridian Campaign, University of Alabama Press, 2006.